# غويلرمو مونتيرو
غويلرمو مونتيرو (بالهولندية: Guillermo Montero)‏ هو لاعب كرة قدم هولندي، ولد في 12 يناير 1997 في كراليندايك في هولندا.